# دهستان بدر (قروه)
دهستان بدر (قروه) نام دهستانی در بخش مرکزی شهرستان قروه، استان کردستان در ایران است. براساس سرشماری مرکز آمار ایران در سال ۱۳۹۵، جمعیت آن ۶۰۳۲ نفر (۱۷۱۷ خانوار) بوده‌است. این دهستان در جنوب شهر قروه قرار دارد و بلندترین قله استان کردستان «قله بدر» در این دهستان قرار دارد . مردم این دهستان به زبان کردی سورانی صحبت می کنند